# Ото фон Геминген (1475 – 1558)
Ото фон Геминген (на немски: Otto von Gemmingen; Otto der Jüngere; Ott; * 1475; † 4 февруари 1558 в Хаймсхайм) е благородник от стария алемански рицарски род Геминген в Крайхгау в Баден-Вюртемберг от „линията Щайнег на фрайхерен фон Геминген“, обермаршал на вюртембергския херцог Улрих и обер-дворцов майстер на херцогинята, баденски обер-фогт в Етлинген и ритмайстер в Унгария.
Той е големият син на Бернхард фон Геминген (* 1448; † 16 септември 1518, Тифенброн) и съпругата му Анна Трушсес фон Бихисхаузен († 11 май 1510, Тифенброн), дъщеря на Йохан Трушсес фон Бихисхаузен и Барбара фон Хайлфинген. Внук е на Дитер фон Геминген (* 1398; † 26 януари 1478) и Агнес фон Зикинген († 1 януари 1475). Племенник е на Ото фон Геминген († 1517). Потомък е на Албрехт фон Геминген († пр. 1283) и Гертруд фон Найперг. Брат е на Дитрих VIII фон Геминген († 14 януари 1542).
Като млад Ото започва църковна кариера, става каноник в „Св. Албан“ в Майнц, обаче се отказва и започва военна служба. Император Карл V го прави имперски рицар през 1508 х. През 1513 г. той присъства в събранието на рицарите в Гьопинген.
През 1519 г. братята Ото и Дитрих разделят собствеността си, Ото получава Хаймсхайм и Мюлхаузен, а Дитрих получава Щайнег и Тифенброн.
От 1516 г. Ото е в свитата ма вюртембергския херцог Улрих, когото придружава в изгнанието му в Мьомпелгард, където води сметките на херцогското домакинство. През 1519 г. той помага на Улрих в битките. През 1523 г. двамата се скарват и Ото започва служба в Баден. През 1529 г. той е фогт в Етлинген и става като ритмайстер хауптман на баденската помощна войска, която помага на Фердинанд I в Унгария при боевете срещу турците.
След завръщането на херцог Улрих през 1534 г. има ралични сведения за Ото. Той става обер-маршал на херцога и обер-дворцовмайстер на херцогинята. Според други източници, заради конфликти през реформацията, Ото е затворен през 1542 г. за 13 месеца в Хоеннойфен.
Гробът му се намира в църквата „Св. Мария Магдалена“ в Тифенброн.

## Фамилия
Ото фон Геминген се жени 1508 г. за Мая Гюс фон Гюсенберг († 20 октомври 1572), дъщеря на Ханс Гюс фон Гюсенберг и Анна фон Верденщайн. Те имат децата:
- Ханс Якоб (1512 – 1543), домхер в Шпайер, погребан там
- Ханс Георг (1515 – 1535), умира като императорски войник и е погребан при Марсилия
- Ханс Дитрих (* 12 октомври 1516; † 30 април 1566, Мюхлхаузен), женен 1539 г. за Магдалена Мундпрат фон Шпигелберг († 30 ноември 1566, Мюлхаузен)
- Ханс Кристоф († 1537), умира също на френска военна служба
- Ханс Ото (* 1519), умира млад
- Агнес, омъжена за Балазар фон Гюлтлинген († 1563), гробният камък на двойката е в църквата на Бернек в Алтенщайг
- Хуго Дитрих[5]